# Mornay-sur-Allier
Mornay-sur-Allier és un municipi francès, situat al departament de Cher i a la regió de Centre – Vall del Loira. L'any 2007 tenia 450 habitants.

## Demografia

### Població
El 2007 la població de fet de Mornay-sur-Allier era de 450 persones. Hi havia 193 famílies, de les quals 63 eren unipersonals (28 homes vivint sols i 35 dones vivint soles), 63 parelles sense fills, 55 parelles amb fills i 12 famílies monoparentals amb fills.
La població ha evolucionat segons el següent gràfic:
Habitants censats

### Habitatges
El 2007 hi havia 287 habitatges, 201 eren l'habitatge principal de la família, 61 eren segones residències i 25 estaven desocupats. 278 eren cases i 5 eren apartaments. Dels 201 habitatges principals, 163 estaven ocupats pels seus propietaris, 28 estaven llogats i ocupats pels llogaters i 10 estaven cedits a títol gratuït; 2 tenien una cambra, 17 en tenien dues, 48 en tenien tres, 56 en tenien quatre i 79 en tenien cinc o més. 148 habitatges disposaven pel capbaix d'una plaça de pàrquing. A 92 habitatges hi havia un automòbil i a 83 n'hi havia dos o més.

### Piràmide de població
La piràmide de població per edats i sexe el 2009 era:
| Homes | Edats   | Dones |
| ----- | ------- | ----- |
| 0     | 95 o +  | 0     |
| 0     | 90 a 94 | 0     |
| 16    | 85 a 89 | 8     |
| 4     | 80 a 84 | 4     |
| 16    | 75 a 79 | 16    |
| 12    | 70 a 74 | 16    |
| 16    | 65 a 69 | 20    |
| 4     | 60 a 64 | 4     |
| 12    | 55 a 59 | 8     |
| 24    | 50 a 54 | 8     |
| 16    | 45 a 49 | 24    |
| 24    | 40 a 44 | 8     |
| 8     | 35 a 39 | 20    |
| 12    | 30 a 34 | 16    |
| 8     | 25 a 29 | 4     |
| 8     | 20 a 24 | 20    |
| 0     | 15 a 19 | 12    |
| 28    | 10 a 14 | 4     |
| 12    | 5 a 9   | 16    |
| 20    | 0 a 4   | 12    |

## Economia
El 2007 la població en edat de treballar era de 280 persones, 185 eren actives i 95 eren inactives. De les 185 persones actives 160 estaven ocupades (88 homes i 72 dones) i 26 estaven aturades (13 homes i 13 dones). De les 95 persones inactives 40 estaven jubilades, 23 estaven estudiant i 32 estaven classificades com a «altres inactius».

### Ingressos
El 2009 a Mornay-sur-Allier hi havia 214 unitats fiscals que integraven 470,5 persones, la mediana anual d'ingressos fiscals per persona era de 16.008 €.

### Activitats econòmiques
Dels 14 establiments que hi havia el 2007, 1 era d'una empresa alimentària, 1 d'una empresa de fabricació d'altres productes industrials, 2 d'empreses de construcció, 2 d'empreses de comerç i reparació d'automòbils, 1 d'una empresa de transport, 3 d'empreses d'hostatgeria i restauració, 1 d'una empresa de serveis, 1 d'una entitat de l'administració pública i 2 d'empreses classificades com a «altres activitats de serveis».
Dels 3 establiments de servei als particulars que hi havia el 2009, 1 era una fusteria, 1 lampisteria i 1 restaurant.
L'únic establiment comercial que hi havia el 2009 era una fleca.
L'any 2000 a Mornay-sur-Allier hi havia 13 explotacions agrícoles que ocupaven un total de 366 hectàrees.

## Equipaments sanitaris i escolars
El 2009 hi havia una escola elemental integrada dins d'un grup escolar amb les comunes properes formant una escola dispersa.

## Poblacions més properes
El següent diagrama mostra les poblacions més properes.